# Giles Daoust
Pour les articles homonymes, voir Daoust.
Giles Daoust, né le 17 octobre 1979 à Uccle (province de Brabant) est un entrepreneur, scénariste, réalisateur et producteur belge de cinéma autodidacte.

## Biographie
Giles Daoust naît le 17 octobre 1979 à Uccle. Il est le fils de Jean-Claude Daoust, PDG de l'entreprise Daoust Intérim et président de la Fédération des entreprises de Belgique. Après des études à l'Institut Solvay de l'Université libre de Bruxelles dans le but d'obtenir le grade d'ingénieur commercial, Giles Daoust crée une entreprise de production en 2003, Title films avec Alain Berliner et Serge Peffer.

### CinéQuest
En 2003 et 2004, Daoust organise les deux éditions de son concours CinéQuest, un concours de scénario et de réalisation réservé aux jeunes talents, dont les gagnants voyaient leurs œuvres produites par Title Films.
Les deux projets sortis gagnants de ce concours, Alley Goria et La Main Verte, ont longtemps été en phase de pré-production. Mais à l'été 2006, Title Films jette l'éponge : devant, entre autres, l'insuccès de la récolte de fonds et les divergences créatives entre producteur/réalisateurs/scénaristes, la production de ces deux films est abandonnée définitivement, mettant fin au projet CinéQuest.
En 2004, il réalise son premier long métrage Last Night on Earth. En mai 2006, sort son film The Room.
Fin 2009, il rejoint le groupe RH Daoust en tant que responsable du département marketing. En janvier 2015, il reprend le poste de PDG de son père Jean-Claude Daoust. En 2023, il quitte son poste pour devenir président du conseil d’administration de l'entreprise familiale.
L'entrepreneur bruxellois Giles Daoust est élu jeune entrepreneur de l'année aux Entrepreneur Awards 2018. Il investit également dans le quotidien L'Écho où il est également chroniqueur et la chaîne d'information francophone en continu LN24. En parallèle, son entreprise Title Media coproduit des films, notamment Backdraft 2.

### Scénariste de bande dessinée
En 2016, il coscénarise avec Christophe Bec le quatrième tome de Carthago Adventures intitulé Amarok,, publié aux éditions Les Humanoïdes associés. Cet opus a un tirage de 20 000 exemplaires. En 2019, il lance le diptyque Spider publié par Soleil Productions avec le même coscénariste et le clôture deux ans plus tard. Ces albums connaissent des traductions en néerlandais et en anglais.

### Écrivain
Comme écrivain, on lui doit l'ouvrage Le Manager, Maître du temps publié par Title Media en 2023.

## Œuvre

### Filmographie
Sauf indication contraire, les informations mentionnées dans cette section peuvent être confirmées par la base de données cinématographiques IMDb,  présente dans la section « Liens externes ».
- 2003 : Bolero[17] (court métrage qui n'a jamais été projeté)
- 2004 : Last Night on Earth[18]
- 2006 : The Room[19], avec la participation de l'acteur Pascal Duquenne
- 2007 : Artefacts[20], Direct-to-video
- 2018 : Painkillers (en)[21], scénarisé et produit par Giles Daoust, réalisé par Roxy Shih (en)
- 2019 : Anderson Falls ou Darkness Falls, scénarisé et produit par Daoust, réalisé par Julien Seri[22],[23].

### Publications

#### Albums de bande dessinée

##### Spider
- 1. Rabbit Hole[13], Soleil Productions, Toulon, 23 janvier 2019
Scénario : Christophe Bec et Giles Daoust - Dessin : Stefano Raffaele - Couleurs : Marcelo Maiolo -  (ISBN 978-2-302-07446-0)
- 2. Wonderland[14], Soleil Productions, Toulon, 24 février 2021
Scénario : Christophe Bec et Giles Daoust - Dessin : Stefano Raffaele - Couleurs : Marcelo Maiolo -  (ISBN 978-2-302-08972-3)

#### Ouvrages
- Un entrepreneur au temps du covid : chroniques 2019-2022, Bruxelles, Title Media, 2022, 112 p. (ISBN 978-2-931193-09-9)
- Le Manager, Maître du temps (basé sur son cycle de conférences sur la gestion du temps), Bruxelles, Title Media, 5 octobre 2023, 92 p. (ISBN 978-2931193167)

## Critiques
Lors de sa sortie en salle, The Room a été jugé positivement par La Dernière Heure et la Tribune de Bruxelles, mais a obtenu 1 étoile dans Le Soir et 0 étoile dans La Libre Belgique (les deux principaux quotidiens belges francophones). Projeté au Festival international du film fantastique de Bruxelles, le film semble avoir été complètement ignoré par les critiques étrangers et les revues spécialisées en cinéma. Sorti dans le réseau de salles de cinéma UGC en Belgique, il est resté une seule semaine à l'affiche, ce qui se reflète dans les avis négatifs du public sur Cinebel.be et Cinenews.be.

### Articles
- Frédéric Delepierre et Alain Dewez, « Portrait : Giles Daoust, créateur de société et de festival », Le Soir,‎ 27 mars 2004 (lire en ligne , consulté le 22 avril 2024)
- François Didisheim, « Giles Daoust : petit précis de leadership », L'Éventail,‎ 1er mars 2022 (lire en ligne, consulté le 22 avril 2024).

### Interviews
- Giles Daoust (interviewé par Jean-Michel Vlaeminckx), « Autoproduction HD : Last Night on Earth », Cinergie,‎ 1er mars 2004 (lire en ligne, consulté le 22 avril 2024).

### Podcasts
- [vidéo] « #02 – Giles Daoust, CEO de Daoust », sur YouTube par Brussels Entreprises Commerce and Industry
- Re-Connect: Giles Daoust sur Trends-Tendances (15 min 1 s), 25 janvier 2024.

### Vidéographie
- [vidéo] « "On s'explique ! " avec Giles Daoust CEO de la société d’intérim Daoust », sur YouTube